# There Is a Light That Never Goes Out
«There Is a Light That Never Goes Out» — песня The Smiths, написанная гитаристом Джонни Марром и вокалистом Моррисси. Впервые была выпущена на альбоме The Queen Is Dead в 1986 году и не выпускалась в качестве сингла до 1992 года. В 2021 году песня заняла 226-е место в списке «500 величайших песен всех времён» журнала Rolling Stone.

## Участники записи
- Моррисси — вокал
- Джонни Марр — гитара, сэмплер
- Энди Рурк — бас
- Майк Джойс — ударные